# Окно инспектора объектов
Окно инспектора объектов (англ. Object inspector window) — в вычислительной технике, это окно, которое отображает текущие параметры выделенного (выбранного) объекта, а также позволяет на лету изменять их. Подобные окна используются в файловых менеджерах, которые показывают свойства и параметры файла, к примеру, размер или создание файла.
В качестве примера можно привести приложения для работы с векторной графикой, где пользователь создает рисунки их таких элементов, линии, квадраты, прямоугольники, круги или программист, который работает с объектным языком программирования, и занимается созданием внешнего вида программы в конструкторе формы. Когда подобный элемент выбран, окно инспектора объектов незамедлительно покажет его размер, текущие координаты, индекс и прочие многочисленные параметры, затем пользователь может изменять значения, которые, в свою очередь, делятся на простые и составные. 
Простые относятся к тем, в которые нужно вводить единственные значения, такие, как числовые или текстовые.
Составные обладают отличительным признаком, которое придает существенное отличие от простых, они имеют значок «+» (обычно слева) или кнопку с «троеточием» (обычно справа), в которые нужно вводить какие-либо ограничения или устанавливать шрифт. При щелчке по значку «+» отрывается дополнительный набор свойств, который, в свою очередь, может быть также простым или составным, а при щелчке по кнопке с «троеточием» открывается окно ввода значений.